# Dvora (mošav)
Dvora (hebrejsky דְּבוֹרָה, anglicky Dvora, v oficiálním seznamu sídel Devora) je vesnice typu mošav v Izraeli v bloku vesnic Ta'anach, v Severním distriktu, v Oblastní radě Gilboa.

## Geografie
Leží v jižní části zemědělsky intenzivně obdělávaného Jizre'elského údolí, v nadmořské výšce 68 metrů. Západně od obce prochází potok Kišon, do kterého od jihozápadu ústí vádí Nachal Zavdon a Nachal Ta'anach.
Vesnice je situována 35 kilometrů jihozápadně od Galilejského jezera, 28 kilometrů západně od řeky Jordánu, cca 6 kilometrů jižně od města Afula, cca 70 kilometrů severovýchodně od centra Tel Avivu a cca 40 kilometrů jihovýchodně od centra Haify. Dvoru obývají Židé, přičemž osídlení v tomto regionu je ryze židovské. Výjimkou jsou vesnice Sandala a Mukejbla cca 5 kilometry jihovýchodním směrem, které obývají izraelští Arabové.
Mošav leží 3 kilometry severně od Zelené linie, která odděluje Izrael od okupovaného Západního břehu Jordánu. Od Západního břehu Jordánu byla tato oblast počátkem 21. století oddělena izraelskou bezpečnostní bariérou.
Dvora je na dopravní síť napojena pomocí severojižní lokální silnice číslo 6724 a východozápadního tahu lokální silnice číslo 675.

## Dějiny
Dvora byla založena v roce 1956 jako součást bloku plánovitě zřizovaných zemědělských vesnic Ta'anach - חבל תענך (Chevel Ta'anach). Tento blok sestává ze tří takřka identicky rozvržených shluků zemědělských vesnic, které jsou vždy seskupeny po třech s tím, že v jejich geografickém středu se nachází malá čtvrtá vesnice, jež plní střediskové funkce. Dvora leží v prostřední z těchto tří skupin, společně s vesnicemi Barak a Adirim a střediskovou obcí Merkaz Chever. Tato skupina bývá někdy nazývána Chever.
Prvními obyvateli mošavu byli židovští přistěhovalci z Maroka, přesněji z regionu okolo města Marrákeš. Ti se ještě před odchodem do Izraele zorganizovali do skupiny, která chtěla založit zemědělskou komunitu. Zpočátku byli osadníci závislí na školení a plánování prováděném Židovskou agenturou. V prvním roce se vesničané zaměřovali na pěstování tabáku a zeleniny. Pak se na vlastní žádost ekonomicky osamostatnili, jako první přistěhovalecká osada v tomto regionu.
Místní ekonomika je stále zčásti založena na zemědělství. Většina obyvatel ale za prací dojíždí mimo obec. V obci fungují zařízení předškolní péče o děti a sportovní areály.

## Demografie
Obyvatelstvo mošavu Dvora je sekulární. Podle údajů z roku 2014 tvořili naprostou většinu obyvatel v Dvora Židé (včetně statistické kategorie "ostatní", která zahrnuje nearabské obyvatele židovského původu ale bez formální příslušnosti k židovskému náboženství).
Jde o menší sídlo vesnického typu s dlouhodobě stagnující populací. K 31. prosinci 2014 zde žilo 219 lidí. Během roku 2014 populace stoupla o 1,9 %.
| Rok            | 1961 | 1972 | 1983 | 1995 | 2001 | 2003 | 2004 | 2005 | 2006 | 2007 | 2008 | 2009 | 2010 | 2011 | 2012 | 2013 | 2014 |
| -------------- | ---- | ---- | ---- | ---- | ---- | ---- | ---- | ---- | ---- | ---- | ---- | ---- | ---- | ---- | ---- | ---- | ---- |
| Počet obyvatel | 280  | 303  | 242  | 229  | 218  | 227  | 227  | 227  | 229  | 237  | 244  | 209  | 210  | 216  | 230  | 215  | 219  |